# Atherion
Atherion és un gènere de peixos pertanyent a la família dels aterínids.

## Taxonomia
- Atherion africanum (Smith, 1965)[1]
- Atherion elymus (Jordan & Starks, 1901)[2][3]
- Atherion maccullochi (Jordan & Hubbs, 1919)[4][5][6][7][8][9][10]